# Tina Cohen-Chang
Tina Cohen-Chang is een personage van de Amerikaanse televisieserie Glee van Fox Broadcasting Company, gespeeld door Jenna Ushkowitz. Ze is een van de leden van de fictieve Glee Club en de feitelijk bestaande Glee Cast.